# FK Pohronie
El FK Pohronie es un equipo de fútbol de Eslovaquia que juega en la Primera Liga de Eslovaquia, la segunda división de fútbol en el país.

## Historia
Fue fundado en el año 2012 en la ciudad de Ziar nad Hronom tras la fusión de los equipos TJ Sokol Dolná Ždaňa y FK Žiar nad Hronom con el fin de tener un equipo más competitivo en la ciudad.
En su primer año de existencia consiguen el ascenso de la Segunda Liga de Eslovaquia como campeones de zona y logran el ascenso a la segunda división nacional.
Tras seis años en la segunda división donde estuvieron principalmente en las posiciones intermedias de la liga, el club gana el título de la segunda categoría en la temporada 2018/19, logrando el ascenso a la Superliga de Eslovaquia por primera vez en su historia.

## Palmarés
- Primera Liga de Eslovaquia: 1

2018/19
- Segunda Liga de Eslovaquia: 1

2012/13

## Entrenadores
- Štefan Zaťko (2012–mayo de 2016)
- Rastislav Štanga (mayo de 2016–junio de 2016)
- Peter Černák (julio de 2016–agosto de 2016)
- Miloš Foltán (agosto de 2016–septiembre de 2017)
- Milan Nemec (septiembre de 2017–2019)
- Pablo Villar (octubre de 2021– diciembre de 2021)